# 오스트레일리아 자동차열광자당
오스트레일리아 자동차열광자당(영어: Australian Motoring Enthusiast Party)은 2013년 설립된 오스트레일리아의 정당이다.